# 石田良介
石田 良介（いしだ りょうすけ、1939年（昭和14年） - ）は、日本の剪画（切り絵の一種）家。NPO法人日本剪画協会会長。NHK学園講師。群馬県生まれ。

## 概要
切り絵の発展形として剪画というジャンルを打ち出しており、日本剪画協会を発足、1984年より、「日本剪画美術展」を開催している。

## 略歴
群馬県利根郡月夜野町に生まれる。1961年、明治大学政経学部経済学科を卒業。桑沢デザインスクールに入り、1963年、同校VDデザイン科を卒業。切り絵作家としての道を歩き始める。1990年、朝日新聞紙上に「下町そぞろ歩き」を連載。1992年、銀座・和光で同連載展を開催。2006年、森繁久彌の“最後の作品”の朗読DVD「霜夜狸」（文化庁・芸術祭参加作品）で剪画を制作。2007年、ニューヨークの国連本部・事務棟にてSENGA Exhibitionを開催。 

## 著作・作品集
- 『切り絵 入門編』グラフィック社、1979。
- 『谷中百景―江戸のぬくもり』アドファイブ出版局、1984。
- 『切り絵の技法―暮しのなかへ (新技法シリーズ 129)』美術出版社、1984。
- （横田喬：文）『粋といなせのTOKYO下町そぞろ歩き』日貿出版社、1992。
- 『谷根千百景―剪画で訪ねる下町ぶらり歩き』日貿出版社、1999。
- 『これからの剪画テクニック―切り絵の上達法』日貿出版社、2002。
- 『究極の切り絵 剪画テキスト―基本から作品づくりまで 初級教本』日貿出版社、2010。

DVD
- 『森繁久彌の霜夜狸』（：剪画）ジェネオンエンタテインメント、2007。